# Жиргулис, Стасис
Стасис Жиргулис (лит. Stasys Žirgulis; 10 июня 1944, Радвилишкис) — литовский скульптор и политический деятель; профессор Вильнюсской художественной академии.

## Биография
В 1963 году окончил среднюю школу в Радвилишкисе. В 1968—1974 годах учился в Художественном институте Литовской ССР. С 1975 года участвует в выставках. В 1975—1983 годах работал художественным руководителем в каунасском отделении металла художественного комбината „Dailė“. 
С 1988 года преподает скульптуру, рисунок и композицию в Каунасском художественном институте Художественной академии Литвы (с 2012 года каунасский филиал ВХА); профессор (2011).

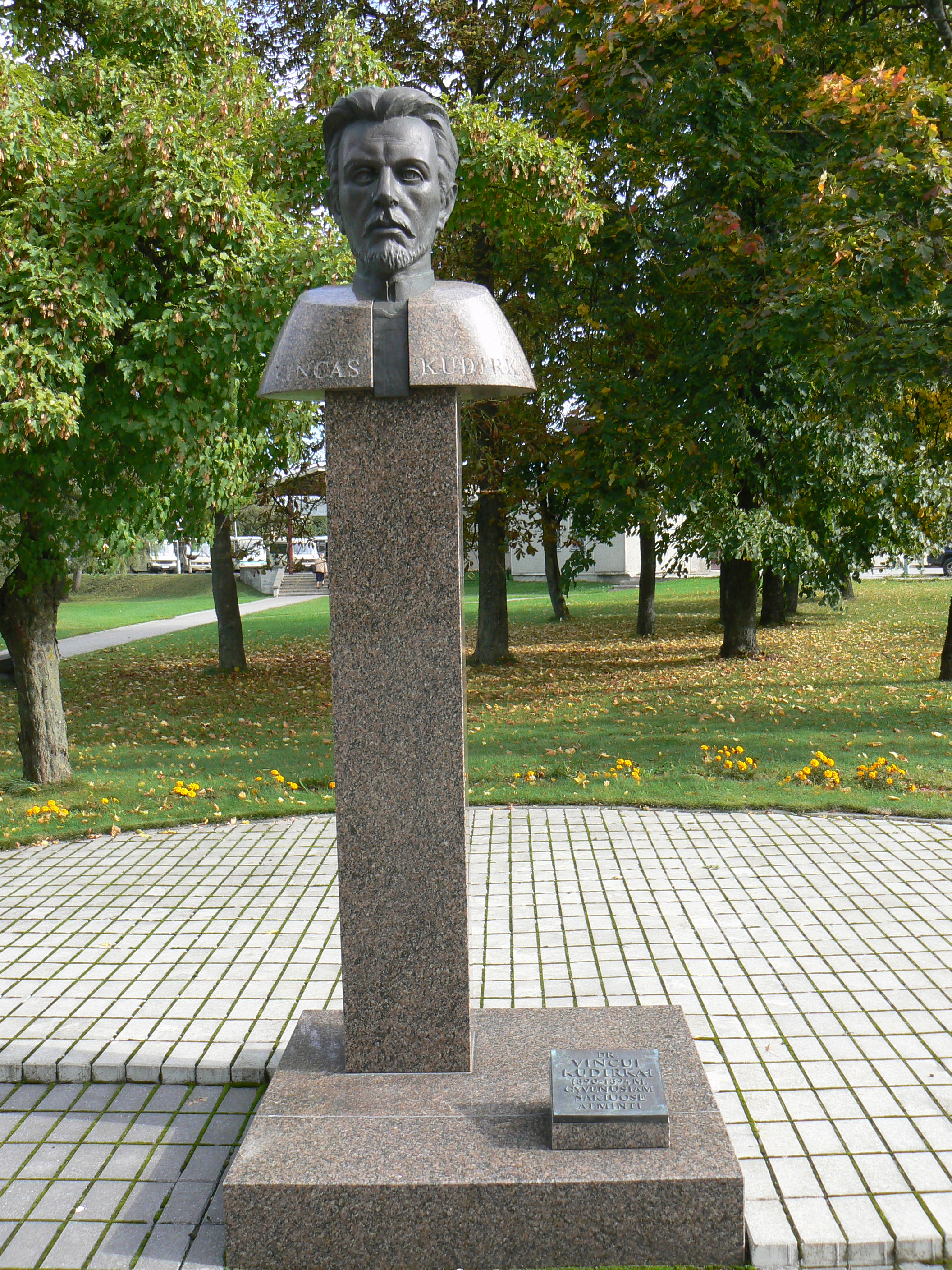
Памятник Винцасу Кудирке в Шакяй

Памятник Повиласу Вишинскису в Шяуляй

В 1983—1987 годах состоял ответственным секретарём Каунасского отделения Союза художников Литвы. Многолетний член Каунасского и Республиканского художественных советов, советов Художественного фонда Литвы и Союза художников Литвы. Избирался председателем секции скульптуры Каунасского отделения Союза художников Литвы, членом экспертной комиссии Министерства культуры Литвы. Состоял членом Совета городского самоуправления Каунаса.

## Награды и звания
- Премия Министерства культуры Литовской ССР за скульптуры «Дзукия» и «Пиленай» на Республиканской выставке изобразительного искусства в Каунасе (1985).
- Медаль ордена Великого князя Литовского Гедиминаса I степени (1999)
- Рыцарский крест ордена Витаутаса Великого (2004)

## Творчество
В своих произведениях использует различные материалы — дерево, бронзу, гранит, алюминий, сталь, свинец.
Участвуя в выставках с 1975 года, принимал участие в коллективных выставках в Вильнюсе, Каунасе, Москве, Риге, Кёльне, Тарту, Павии, Порвоо, Саппоро, Шяуляй. Персональные выставки проходили в Вильнюсе (1989, 1990, 2003), Каунасе (1992), Бильдердаме (1993), Чески-Крумлове (2004), Париже (2013).. 
Автор декоративных пластических акцентов в интерьере кафе и во дворе завода азотных удобрений в Йонаве (1975), скульптур для фонтанов производственного объединения „Baltija“ (1979) и акционерного общества „Švara“ (1980) в Каунасе, фонтана «Птицы» на заводе «Азотас» в Йонаве (1984). 
Создал мемориальные композиции и надгробные памятники на могилах альпиниста Эугениюса Байораса (1983) и врача Пятраса Яшинскаса (1987) на Пятрашюнском кладбище в Каунасе, лётчика-испытателя Римантаса Антанаса Станкявичюса на кладбище в Аукштейи-Шанчяй в Каунасе (1991), политического деятеля Римантаса Рузаса на Пятрашюнском кладбище (2003).
Автор скульптур «Полночь» (Парк скульптур в Клайпеде, 1983) и «Эгле и Жильвинас» (санаторий «Эгле», Друскининкай, 1984).

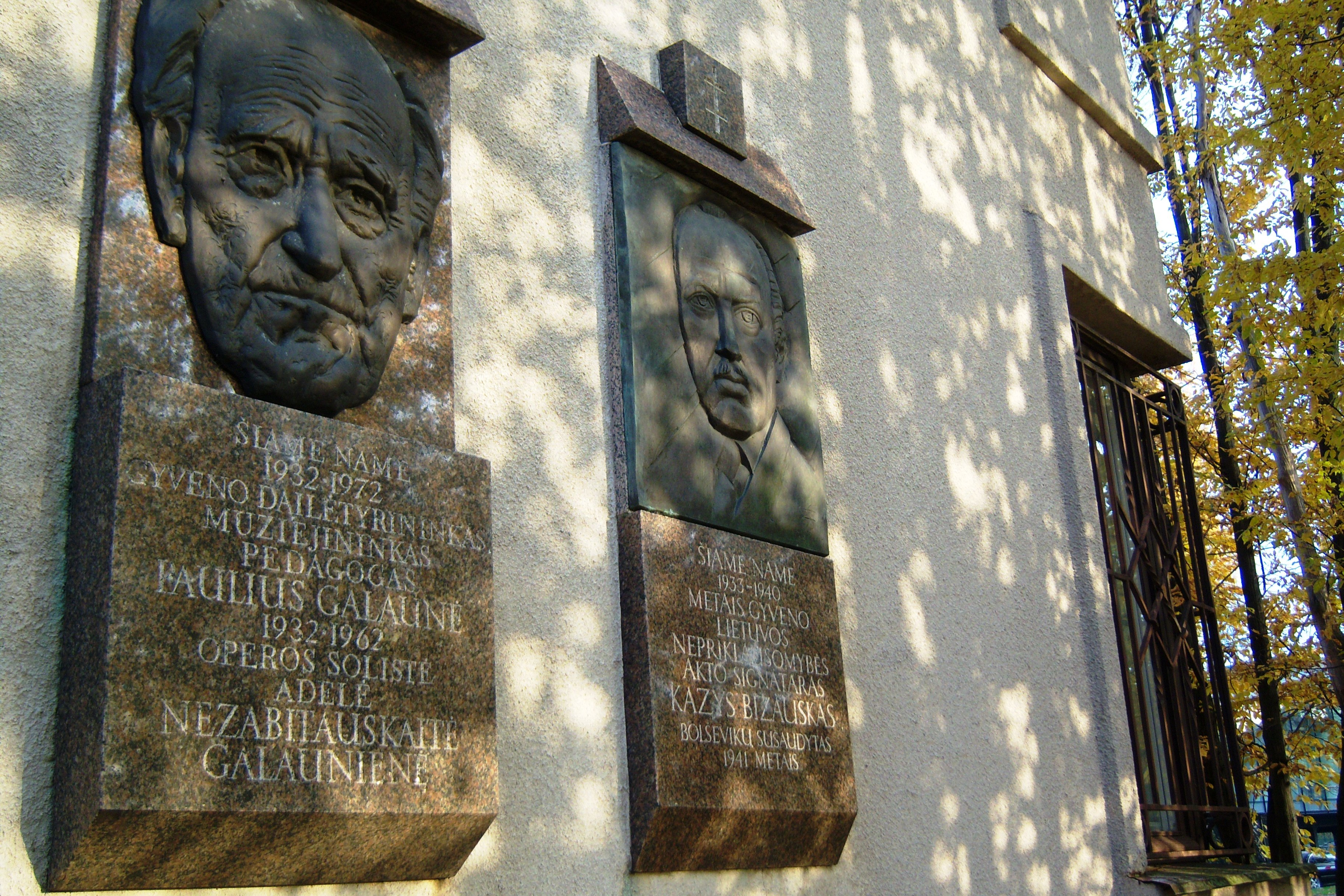
Мемориальные плиты в память П. Галауне и К. Бизаускаса

Создал ряд бюстов литовских учёных, деятелей культуры, политической и общественной жизни — зоолога Тадаса Иванаускаса в Зоологическом музее в Каунасе (1980), фотографа Балиса Бурачаса в Каунасской галерее фотографии (1988), певца Антанаса Кучингиса в Каунасе на улице Аушрос, архиепископа Юозаса Сквирецкаса в центральном нефе каунасском архикафедральном соборе базилике Святых апостолов Петра и Павла (1989), автора литовского гимна Винцаса Кудирки в Шакяй (1998). 
Автор мемориальных досок в Каунасе — в память об архитекторе Владимире Дубенецком на улице Вильняус (1988), композиторе и дирижёре Юозасе Таллат-Кялпше на аллее Лайсвес (1988), искусствоведе Паулюсе Галауне на аллее Видуно (1989), репрессированных лётчиках в костёле Витовта (1990), композиторе Владасе Якубенасе на улице Мицкявичяус (1993), политике и дипломате Казисе Бизаускасе на аллее Видуно (1993), бургомистре Каунаса Йонасе Вилейшисе на улице Путвинскё (1993), художнике Викторасе Визгирде (1995) на улице Тульпю. 

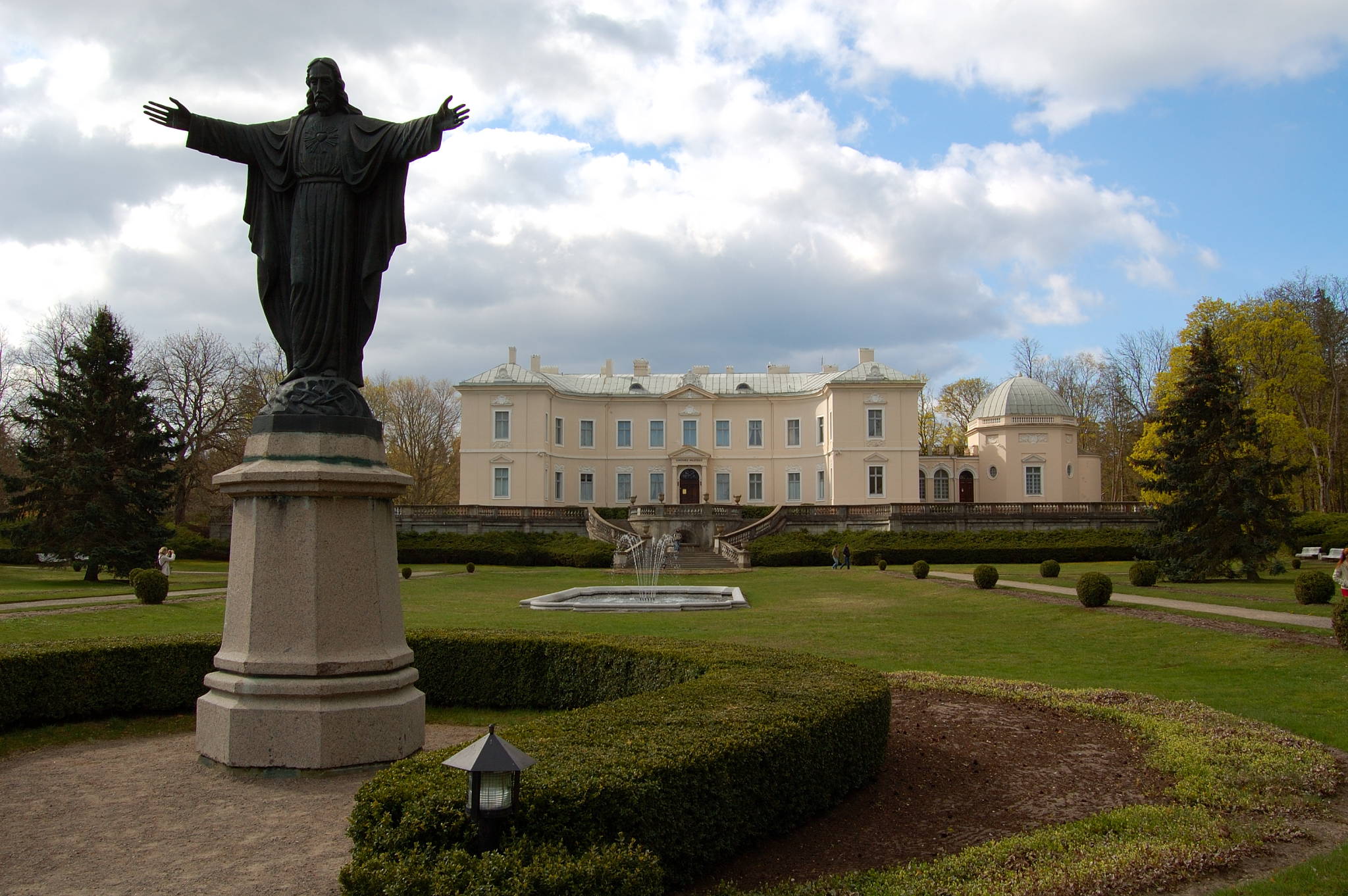
«Благословляющий Христос»

В Шяуляй установлен памятник Повиласу Вишинскису работы Стасиса Жиргулиса (архитектор Эдмундас Макштутис; 1991), во дворе исторического президентского дворца в Каунасе — памятник президенту Казису Гринюсу (1997). В парке дворца Тышкевичей в Паланге стоит восстановленная скульптором статуя «Благословляющий Христос» (1993). 
Произведения скульптора хранятся в Литовском художественном музее, Национальном художественном музее М. К. Чюрлёниса, Латвийском Национальном художественном музее, Музее Людвига в Кёльне, в других собраниях и частных коллекциях в Литве, Германии, Голландии и других странах.